# نشان‌تاشی (بایبورد)
نشان‌تاشی (به ترکی استانبولی: Nişantaşı) (به کردی: Osdiq) (به ارمنی: Օձտեղ) یک منطقهٔ مسکونی در ترکیه است که در بایبورد واقع شده‌است. نشان‌تاشی ۳۰۷ نفر جمعیت دارد.